# إميليا رينولدز لونغ
إميليا رينولدز لونغ (بالإنجليزية: Amelia Reynolds Long)‏ (25 نوفمبر 1904 في الولايات المتحدة - 26 مارس 1978، هاريسبرج في الولايات المتحدة)؛ كاتِبة وروائية أمريكية.

## روابط خارجية
- إميليا رينولدز لونغ على موقع IMDb (الإنجليزية)
- إميليا رينولدز لونغ على موقع قاعدة بيانات الفيلم (الإنجليزية)